# 周婉京
周婉京（1990年12月—）， 生於北京，久居香港，“九〇後”代表作家。畢業於北京大學藝術哲學專業，曾為美國布朗大學哲學系訪問學者。2019年1月獲得香港青年文學獎文學評論組最高獎項。2022年10月憑藉短篇小說集《取出瘋石》獲得第4屆PageOne文學賞·首賞。

## 教育背景
香港城市大學創意媒體學院電影藝術學士，在讀書時期受教於香港導演譚家明，並開始接觸藝術與劇本創作。畢業後，入讀香港中文大學視覺文化研究文學碩士課程 ，自此開始從事當代藝術研究與評論，並於2012以電影評論文章《我們的精神家園：誰來負責？》一文獲以香港及澳門地區的青年為征稿對象的 「城市文學創作獎」季軍 。目前是北京大學藝術哲學博士候選人，美國布朗大學哲學系訪問學者。她的研究方向是现代性与视觉再现之间的关系，以及康德美學在當代的應用。近期，她的研究案例主要涉及「85美术新潮」之後至今的中國當代艺术，为此策划了「毛旭辉：我只是热爱」个展。

## 公眾活動
2015年底出版旅遊書《一個人的歐洲》，以藝術視角介紹留學斯德哥爾摩期間遊歷歐洲12國的經歷。
2015年1月在北京尤倫斯當代藝術中心舉辦讀者見面會。
2016年10月發行其首部收藏藝術類型書籍《清思集》，作品名稱取自阮籍《清思賦》。全書25萬餘字，收錄了40餘個專訪及評論文章，訪談對象包括：陳丹青、馮博一、李立偉、希克、侯瀚如、何安達、翟健民、黑國強、葉承耀、小漢斯、鄧德雍、仇國仕、李秀恒、梁義、常沙娜、黃孝逵、李禹煥、荒木經惟、楊騰集、張頌仁、蘇法烈、劉家明、林瓔、梁銓、馮夢波、劉建華等，類型涉及亞太及國際最重要的當代藝術家、策展人、博物館館長、古董收藏家等。
2016年11月12日在北京東城區第一圖書館邀得古董經濟人翟健民、瓷器鑒定專家王春城舉辦讀者見面會。
2019年1月獲得香港青年文學家文學評論組最高獎項，是為該組別雙亞軍之一（冠軍從缺）。得獎文章題為《何以当酒，何以为家？——从尼采的“马刺”看刘以鬯的《酒徒》》。
2019年3月出版描寫相親內容的中篇小說《相親者女》。
2019年5月出版以香港、北京雙城故事為背景的長篇小說《隱君者女》，在廣州方所書店與著名文學評論家謝有順、設計師朱砂共同探討「都市生活的愛與痛」。
2020年8月出版描寫上海都市女性成長故事的長篇小說《了不起的郝大小》。
2021年9月出版長篇小說《新貴》。
2022年5月出版個人首部短篇小說集《取出瘋石》。

## 爭議
2025年，小紅書博主“抒情的森林”指出，其作品與張愛玲、納博科夫、郁達夫、老舍等作家作品有字句上的相似。

## 主要出版著作
- 2022年5月，《取出瘋石》（上海文藝出版社）[18]
- 2021年9月，《新貴》（山東畫報出版社）[19]
- 2020年8月，《了不起的郝大小》（團結出版社）[20]
- 2019年5月，《隱君者女》（作家出版社）[21]
- 2019年3月，《相親者女》（團結出版社）[22]
- 2016年10月，《清思集》（作家出版社）[23]
- 2015年11月，《一個人的歐洲》（中國旅遊出版社）[24]